# Komenda Rejonu Uzupełnień Czortków

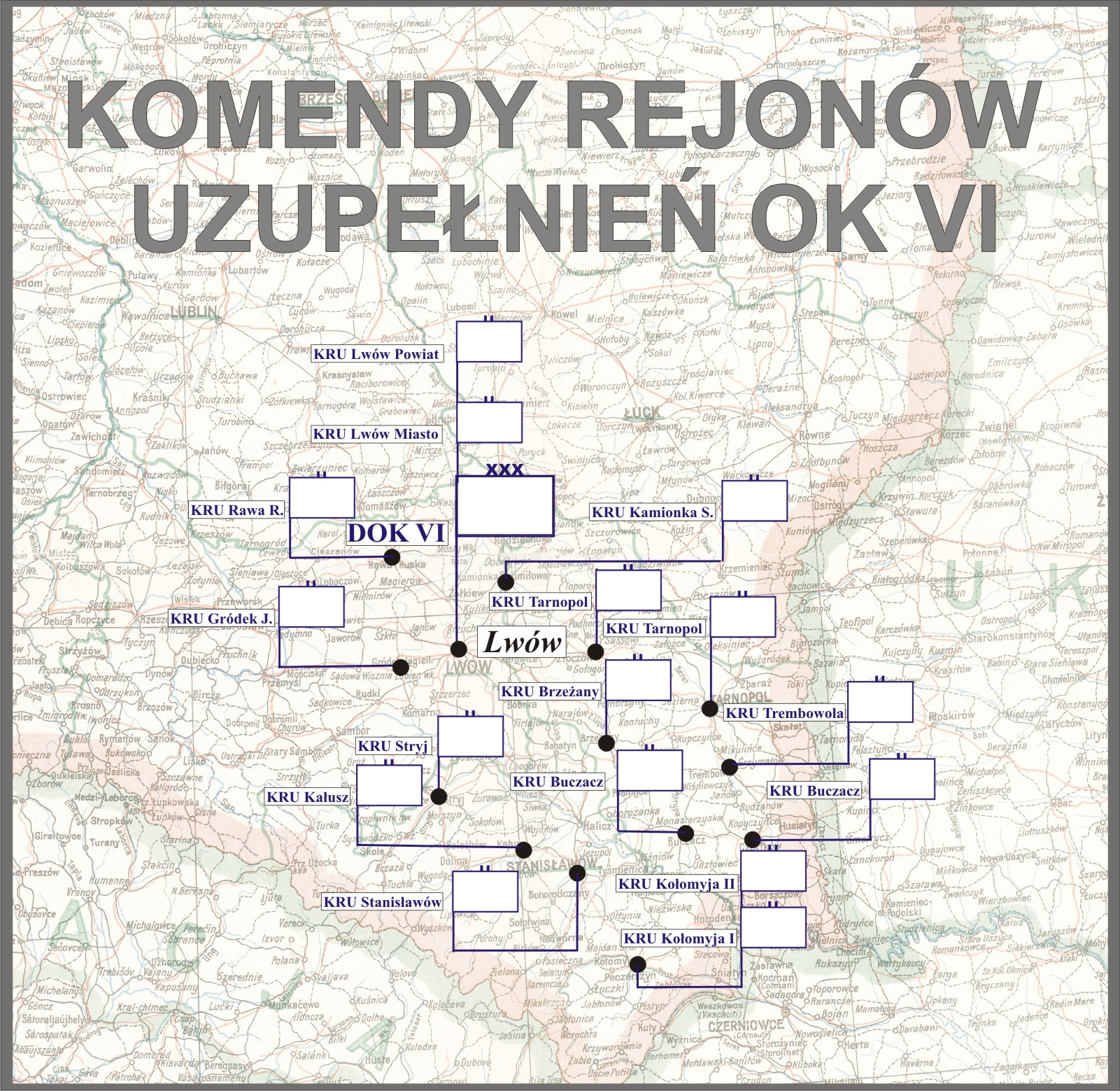
Komendy rejonów uzupełnień DOK VI

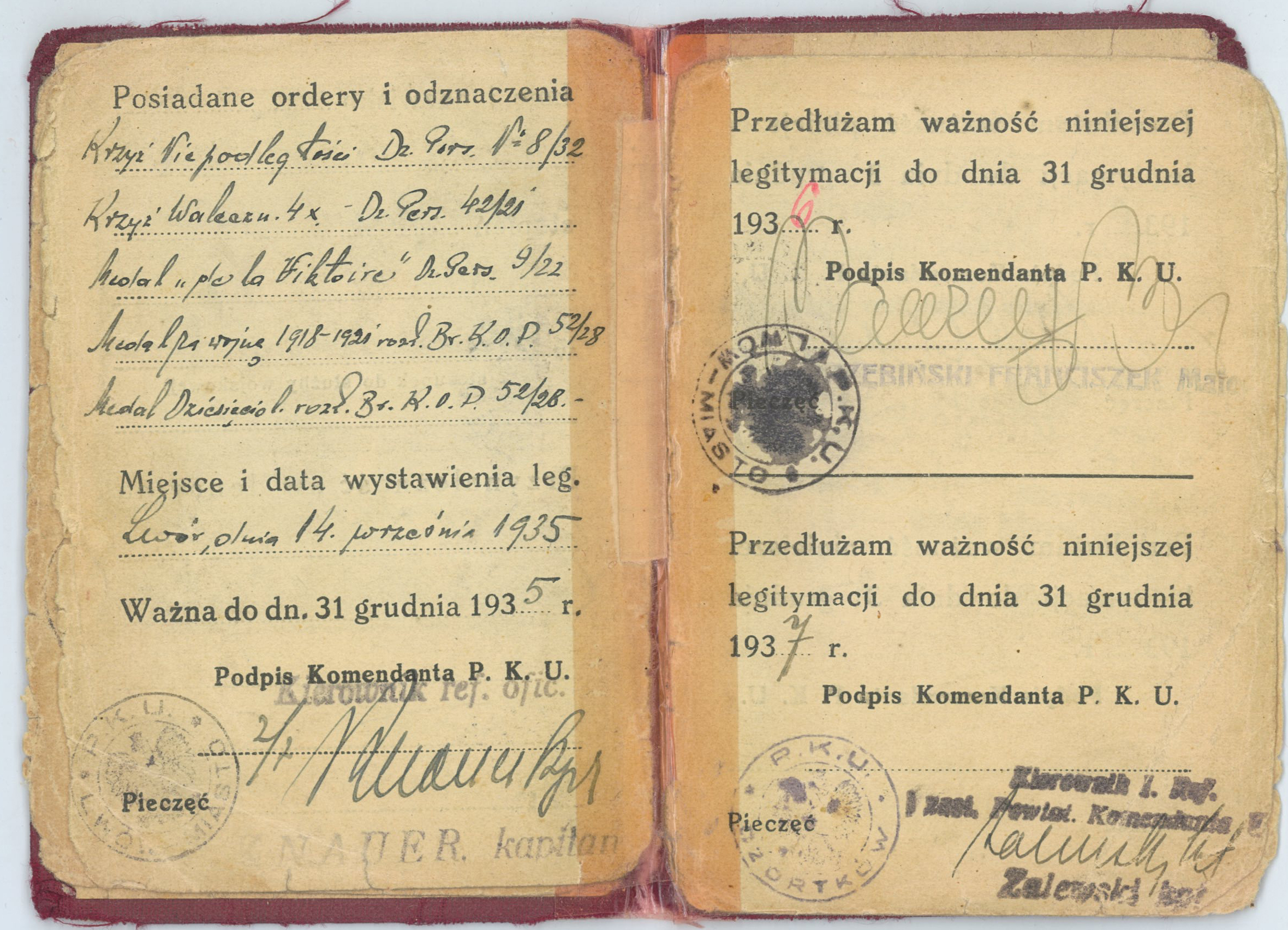
Legitymacja wojskowa mjr. Mariana Czajkowskiego z adnotacją i pieczęcią imienną kpt. Karola Zalewskiego

Komenda Rejonu Uzupełnień Czortków (KRU Czortków) – organ wojskowy właściwy w sprawach uzupełnień Sił Zbrojnych II Rzeczypospolitej i administracji rezerw w powierzonym mu rejonie.

## Historia komendy
17 lipca 1919 roku minister spraw wojskowych gen. por. Józef Leśniewski ustanowił Powiatową Komendę Uzupełnień Czortków z tymczasową siedzibą we Lwowie, która swoją właściwością obejmowała powiaty: borszczowski, buczacki, czortkowski, husiatyński i zaleszczycki. PKU Czortków został podporządkowana Dowództwu Okręgu Generalnego „Lwów”. Decyzja o tym, jaki pułk piechoty będzie uzupełniać PKU Czortków, miała być podjęta w późniejszym terminie.
26 sierpnia 1919 roku minister spraw wojskowych włączył do PKU Czortków powiat horodeński.
W czerwcu 1921 roku PKU 51 pp w Czortkowie była podporządkowana Dowództwu Okręgu Generalnego „Lwów” i obejmowała swoją właściwością powiaty: borszczowski, buczacki, czortkowski, horodeński, husiatyński i zaleszczycki.
15 listopada 1921 roku, po wprowadzeniu podziału kraju na dziesięć okręgów korpusów oraz wprowadzeniu pokojowej organizacji służby poborowej, dotychczasowa PKU 51 pp została przemianowana na Powiatową Komendę Uzupełnień Czortków i podporządkowana Dowództwu Okręgu Korpusu Nr VI we Lwowie. Okręg poborowy PKU Czortków obejmował powiaty: borszczowski, czortkowski, husiatyński i zaleszczycki. Powiat buczacki został włączony do nowo utworzonej PKU Buczacz, a powiat horodeński do PKU Kołomyja.
Z dniem 1 czerwca 1922 roku została zlikwidowana gospoda inwalidzka przy PKU Czortków.
18 listopada 1924 roku weszła w życie ustawa z dnia 23 maja 1924 roku o powszechnym obowiązku służby wojskowej, a 15 kwietnia 1925 roku rozporządzenie wykonawcze ministra spraw wojskowych do tejże ustawy, wydane 21 marca tego roku wspólnie z ministrami: spraw wewnętrznych, zagranicznych, sprawiedliwości, skarbu, kolei, wyznań religijnych i oświecenia publicznego, rolnictwa i dóbr państwowych oraz przemysłu i handlu. Wydanie obu aktów prawnych wiązało się z przejęciem przez władze cywilne (administracji I instancji) większości zadań związanych z przygotowaniem i przeprowadzeniem poboru. Przekazanie większości zadań władzom cywilnym umożliwiło organom służby poborowej zajęcie się wyłącznie racjonalnym rozdziałem rekruta oraz ewidencją i administracją rezerw. Do tych zadań dostosowana została organizacja wewnętrzna powiatowych komend uzupełnień i ich składy osobowe. Poszczególne komendy różniły się między sobą składem osobowym w zależności od wielkości administrowanego terenu.
Zadania i nowa organizacja PKU określone zostały w wydanej 27 maja 1925 roku instrukcji organizacyjnej służby poborowej na stopie pokojowej. W skład PKU Czortków wchodziły dwa referaty: I) referat administracji rezerw i II) referat poborowy. Nowa organizacja i obsada służby poborowej na stopie pokojowej według stanów osobowych L. O. I. Szt. Gen. 3477/Org. 25 została ogłoszona 4 lutego 1926 roku. Z tą chwilą zniesione zostały stanowiska oficerów ewidencyjnych.
1 lipca 1925 roku siedziba starostwa powiatu husiatyńskiego została przeniesiona z Husiatyna do Kopoczyniec, a powiat husiatyński otrzymał nazwę powiat kopyczyniecki. Od tego czasu okręg poborowy PKU Czortków obejmował powiaty: borszczowski, czortkowski, kopyczyniecki i zaleszczycki.
12 marca 1926 roku została ogłoszona obsada personalna Przysposobienia Wojskowego, zatwierdzona rozkazem Dep. I L. 6000/26 przez pełniącego obowiązki szefa Sztabu Generalnego gen. dyw. Edmunda Kesslera, w imieniu ministra spraw wojskowych. Zgodnie z nową organizacją pokojową Przysposobienia Wojskowego zostały zlikwidowane stanowiska oficerów instrukcyjnych przy PKU, a w ich miejsce utworzone rozkazem Oddz. I Szt. Gen. L. 7600/Org. 25 stanowiska oficerów przysposobienia wojskowego w pułkach piechoty.
Od 1926 roku, obok ustawy o powszechnym obowiązku służby wojskowej i rozporządzeń wykonawczych do niej, działalność PKU Czortków normowała „Tymczasowa instrukcja służbowa dla PKU”, wprowadzona do użytku rozkazem MSWojsk. Dep. Piech. L. 100/26 Pob.
W marcu 1930 roku PKU Czortków nadal obejmowała swoją właściwością powiaty: borszczowski, czortkowski, kopyczyniecki i zaleszczycki. W grudniu tego roku PKU posiadała skład osobowy typ I.
31 lipca 1931 roku gen. dyw. Kazimierz Fabrycy, w zastępstwie ministra spraw wojskowych, rozkazem B. Og. Org. 4031 Org. wprowadził zmiany w organizacji służby poborowej na stopie pokojowej. Zmiany te polegały między innymi na zamianie stanowisk oficerów administracji w PKU na stanowiska oficerów broni (piechoty) oraz zmniejszeniu składu osobowego PKU typ I–IV o jednego oficera i zwiększeniu o jednego urzędnika II kategorii. Liczba szeregowych zawodowych i niezawodowych oraz urzędników III kategorii i niższych funkcjonariuszy pozostała bez zmian.
1 lipca 1938 roku weszła w życie nowa organizacja służby poborowej, zgodnie z którą dotychczasowa PKU Czortków została przemianowana na Komendę Rejonu Uzupełnień Czortków przy czym nazwa ta zaczęła obowiązywać 1 września 1938 roku, z chwilą wejścia w życie ustawy z dnia 9 kwietnia 1938 roku o powszechnym obowiązku wojskowym.
Komendant rejonu uzupełnień w sprawach dotyczących uzupełnień Sił Zbrojnych i administracji rezerw podlegał bezpośrednio dowódcy Okręgu Korpusu Nr VI. Rejon uzupełnień obejmował powiaty: borszczowski, czortkowski i zaleszczycki. Ponadto KRU Czortków tymczasowo administrowała powiatem kopyczynieckim. Powiat kopyczyniecki miał wejść w skład KRU Trembowla, która do lutego 1939 roku nie została utworzona.

## Obsada personalna
Poniżej przedstawiono wykaz oficerów zajmujących stanowisko komendanta Powiatowej Komendy Uzupełnień i komendanta rejonu uzupełnień oraz wykaz osób funkcyjnych (oficerów i urzędników wojskowych) pełniących służbę w PKU i KRU Czortków, z uwzględnieniem najważniejszych zmian organizacyjnych przeprowadzonych w 1926 i 1938 roku.
Komendanci
- płk piech. Leon Silicki (20 X – 10 XI 1921)
- płk rez. jazdy powoł. do sł. czyn. Apoloniusz Wysocki (wz. 20 IV[25] – VII 1923 → komendant PKU Kutno[26])
- mjr nauk.-ośw. Karol Rutkowski (od VIII 1923[27])
- płk piech. Stefan I Borowski (IV 1924[28] – II 1927 → stan spoczynku z dniem 30 IV 1927[29])
- ppłk piech. Rudolf Emil Heinz (IX 1927[30] – 31 X 1928 → stan spoczynku[31])
- ppłk piech. Stanisław I Lechowicz (p.o. III 1929[32] – XII 1931[33] → dyspozycja dowódcy OK VI)
- ppłk piech. Jan II Kubin (31 XII 1931 – III 1932 → PKU Kamionka Strumiłowa)
- mjr piech. Hipolit Wojciechowski[a] (III 1932[37] – 1939)

Obsada pozostałych stanowisk funkcyjnych PKU w latach 1921–1925
- referent – urzędnik wojsk. XI rangi Maksymilian Dobrzański
- referent – urzędnik wojsk. XI rangi / por. kanc. Władysław Struk
- referent – urzędnik wojsk. XI rangi / por. kanc. Alojzy Wajda
- oficer instrukcyjny
  - kpt. piech. Stanisław VI Zieliński (11 VI 1923[40] – I 1924[41] → Oddziału III Sztabu DOK VI)
  - kpt. piech. Kazimierz Wróblewski (I[41] – V 1924[42] → oficer instrukcyjny PKU Buczacz)
- oficer ewidencyjny Borszczów – por. / kpt. art. Franciszek Janton (od 5 X 1923[43])
- oficer ewidencyjny Czortków – urzędnik wojsk. XI rangi / por. kanc. Szczepan Kaniak
- oficer ewidencyjny Husiatyn – urzędnik wojsk. XI rangi / por. kanc. Józef Hasiak
- oficer ewidencyjny Zaleszczyki – urzędnik wojsk. XI rangi / por. kanc. Józef Peniński (od IV 1924[44])

Obsada pozostałych stanowisk funkcyjnych PKU w latach 1926–1938
- kierownik I referatu administracji rezerw i zastępca komendanta
  - mjr piech. Fryderyk Głodziński (do III 1929[48] → dyspozycja dowódcy OK VI)
  - mjr piech. Józef Ignacy Wiśniewski (III 1929[49] – 30 VI 1930[50] → stan spoczynku)
  - kpt. kanc. Edward Józef Göertz (VI[51] – IX 1930[52] → dyspozycja dowódcy OK VI)
  - kpt. art. Marian Bilor (IX 1930[53] – 31 XII 1933[54] → stan spoczynku)
  - kpt. piech. Karol Zalewski (VI 1934[55] – VI 1938 → kierownik I referatu KRU)
- kierownik II referatu poborowego
  - por. kanc. Alojzy Wayda (od II 1926, był w 1928)
  - kpt. piech. Józef Alojzy Pietraszek (do XII 1932 → PKU Kamionka Strumiłowa[56])
  - por. piech. Aleksander Jeśman (XII 1932[56] – III 1934[57][58] → dyspozycja dowódcy OK VI)
  - por. art. Józef Alojzy Kózka (1934 – VI 1938 → kierownik II referatu KRU)
- referent
  - por. kanc. Andrzej Ropczycki (od II 1926, w 1928 był już w stanie spoczynku)
  - kpt. piech. Władysław Sanojca (IX 1927[30] – XII 1929[59] → kierownik II referatu PKU Buczacz)

Obsada pozostałych stanowisk funkcyjnych PKU w latach 1938–1939
- kierownik I referatu ewidencji – kpt. adm. (piech.) Karol Zalewski[c] (od II 1941 w niemieckiej niewoli)
- kierownik II referatu uzupełnień – kpt. adm. (art.) Józef Alojzy Kózka[d] (od X 1939 w niemieckiej niewoli)